# Lehtosaari (ö i Norra Karelen, Pielisen Karjala, lat 63,46, long 29,85)
Lehtosaari är en ö i Finland. Den ligger i sjön Ruosmanjärvi och i kommunen Lieksa i den ekonomiska regionen  Pielinen-Karelen  och landskapet Norra Karelen, i den östra delen av landet, 400 km nordost om huvudstaden Helsingfors. Öns area är 1,4 hektar och dess största längd är 290 meter i sydöst-nordvästlig riktning.